# Ewolucjonizm (myśl polityczna)
Ewolucjonizm w myśli politycznej, konserwatyzm ewolucyjny − nurt konserwatyzmu, który głosi akceptację powolnych zmian systemu politycznego przy jednoczesnej niechęci wobec rozwiązań radykalnych, rewolucyjnych. Twórcą tego nurtu jest Edmund Burke, autor książki Rozważania o rewolucji we Francji (ang: Reflections on the Revolution in France). Myśl ewolucyjna rozkwitała od czasu przełomu XVIII i XIX wieku w Anglii. Jego przeciwieństwem był konserwatyzm tradycjonalistyczny - tradycjonalizm, którego ojcem jest Joseph de Maistre. Tradycjonaliści starali się odbudować i przywrócić stary ład polityczny (instytucje jak monarchia dziedziczna czy arystokracja) który zburzyła w 1789 roku rewolucja francuska. 

## Opis
Edmund Burke martwił się o zachowanie tak zwanego „związku generacyjnego” między pokoleniami, by zbyt radykalna zmiana nie powodowała, że starsi i młodsi nie mogli już się zrozumieć. Rewolucję traktował jako niedozwolone zerwanie ciągłości historycznej. Naród jest dziełem wielu generacji, tych przeszłych, obecnych i przyszłych. Żadna generacja nie ma prawa podejmowania decyzji w imieniu pozostałych. Rewolucja jest właśnie taką nieuprawnioną decyzją. Ewolucjoniści „konserwują” dawne wartości nawet w warunkach demokracji, niemożliwej do zaakceptowania dla tradycjonalistów.
Burke w swej książce potępiał rewolucję, gilotynę, antyarystokratyzm i mordy, lecz nie negował potrzeby zmian. Francuzom radził skorzystać w obalaniu absolutyzmu z dorobku „wolnościowego” Francji tzn. z instytucji jaką były Stany Generalne (zwołane we Francji w 1614 roku, a potem dopiero w 1789). Pisał to, jeszcze zanim jakobini urządzali swe masowe mordy, lecz wiedział z pism Rousseau i Holbacha, że francuskie wizje polityczne, jako zbyt abstrakcyjne, przeintelektualizowane i pełne pogardy dla tradycji są skazane na niepowodzenie.
Kontynuatorami Burke’a byli w tym znaczeniu tacy myśliciele jak Alexis de Tocqueville czy Herbert Spencer, a w polityce William Pitt Młodszy, Otto von Bismarck, Benjamin Disraeli czy Margaret Thatcher.
Niektórzy myśliciele konserwatywni za właściwy konserwatyzm uważali i uważają jedynie tradycjonalizm, a konserwatyzm ewolucyjny jest dla nich wcieleniem liberalizmu. Takie poglądy ma wśród polskich autorów Adam Wielomski. 